# Долина «Ла-Хумеріє»
Долина «Ла-Хумеріє» (рум. Vâlceaua „La Humărie”) — пам'ятка природи геологічного або палеонтологічного типу в Дубесарському районі Молдови. Розташована на захід від села Устя на лівому схилі річки Реут, Кріуленське лісництво, урочище Рекулешть, квартал 10, виділи 8-18. Має площу 64 га. Пам'ятка перебуває у віданні Кишинівського державного лісового господарства.

## Галерея зображень

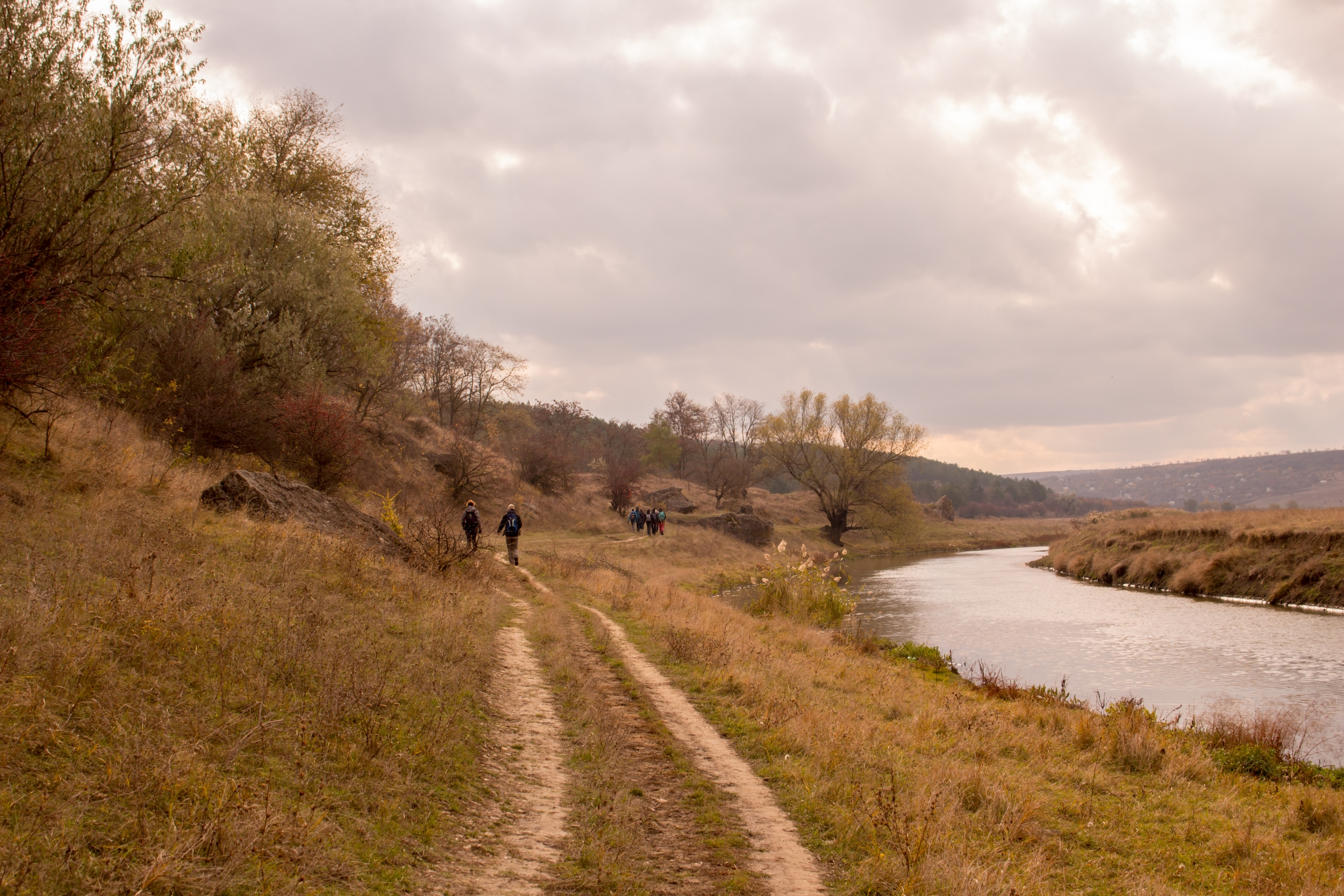
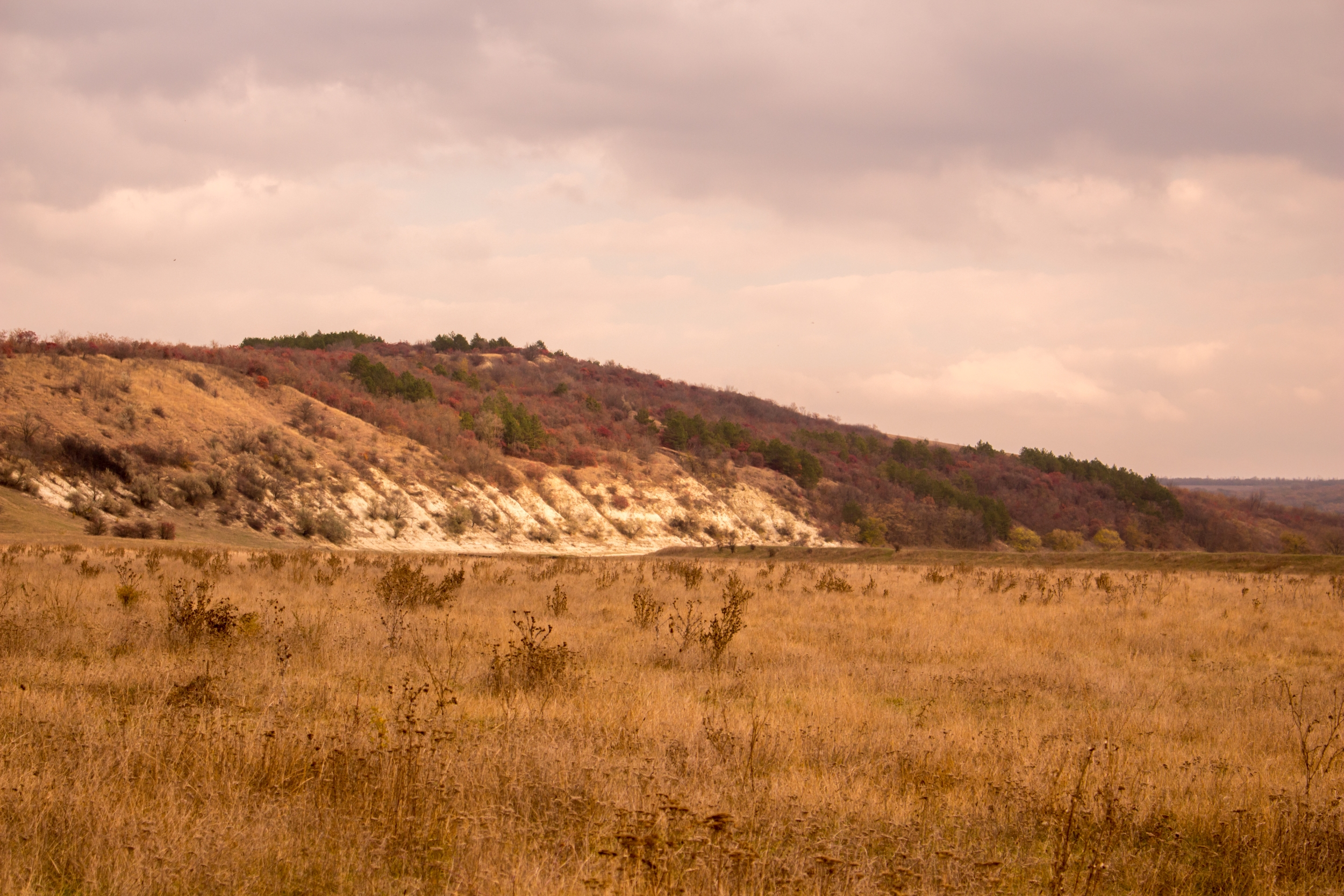